# Pewaukee (Wisconsin)
Pour les articles homonymes, voir Pewaukee.
Pewaukee est une ville du comté de Waukesha, dans l'État du Wisconsin, aux États-Unis.
Il entoure le village de Pewaukee (en).